# Fellingsbro kyrka

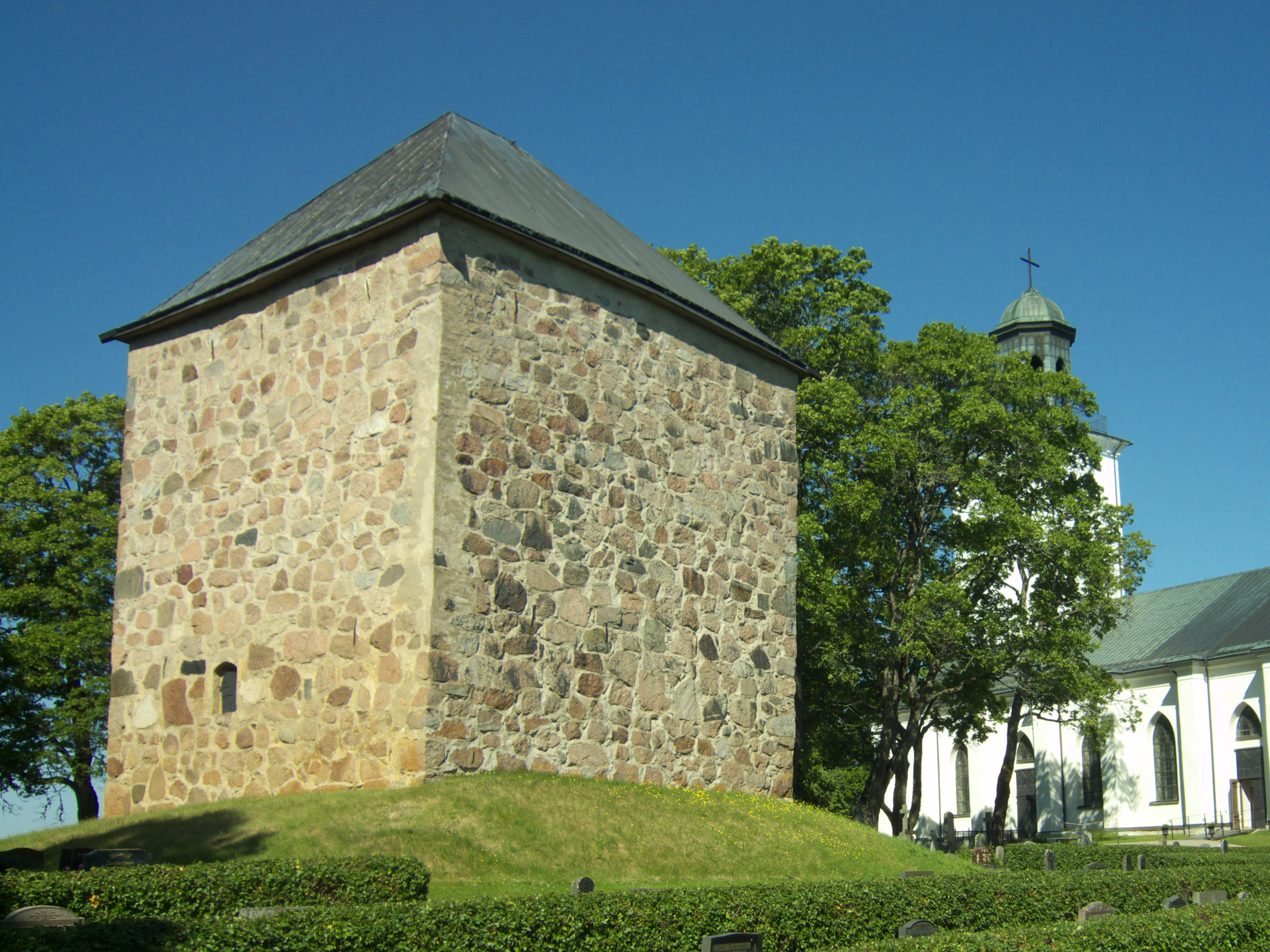
Kastalen

Fellingsbro kyrka är en kyrkobyggnad i  Västerås stift. Den är församlingskyrka i Fellingsbro församling. 
Kyrkan är en av de största landsortskyrkorna i landet. Den rymde, när den var som störst, 1 236 sittplatser. Kyrkan var centrum för Åkerbo prosteri som omfattade 17 socknar, nämligen: Fellingsbro, Medåker, Västra Skedvi, Himmeta, Bro, Malma, Odensvi, Köping, Kungs Barkarö, Björskog, Arboga, Lindesberg, Skinnskatteberg, Näsby, Ervalla, Ramsberg och Ljusnarsberg. 
Prosten som var kanik (medlem av domkapitlet) ansvarade för att tiondet inlevererades från ovannämnda socknar. Fellingsbro pastorat var ett av de rikaste i landet och söktes bl.a. av skalden Esaias Tegnér. Det var regalt, d.v.s. prästen tillsattes av Kungl. Maj:t. ända in på början av 1900-talet.

## Kyrkobyggnaden
Den ursprungliga kyrkan är från 1100-1200-talet. Båda klockorna från 1400-talet finns kvar; den rika socknen betalade i silver för att undgå Gustav Vasas klockkonfiskation. 
Delar av kyrkans takkonstruktion kan vara ursprunglig. I tornet är virket tvärbilat och slinthugget. Slinthuggning är en ålderdomlig teknik som förekommer grovt sett mellan 1400- och 1600‐tal.

## Kastalen
På kyrkogården sydost om kyrkan finns en stor medeltida tornliknande stenbyggnad, ofta benämnd kastalen. Det är osäkert om byggnaden verkligen haft någon funktion som försvarsanläggning, dess exakta ålder och ursprungliga användning är inte kända. Den har tidvis använts som sockenmagasin och klocktorn. Inga medeltida virkesdelar påträffades i Kastalen vid den taklagsinventering som gjordes 2014.

## Galleri

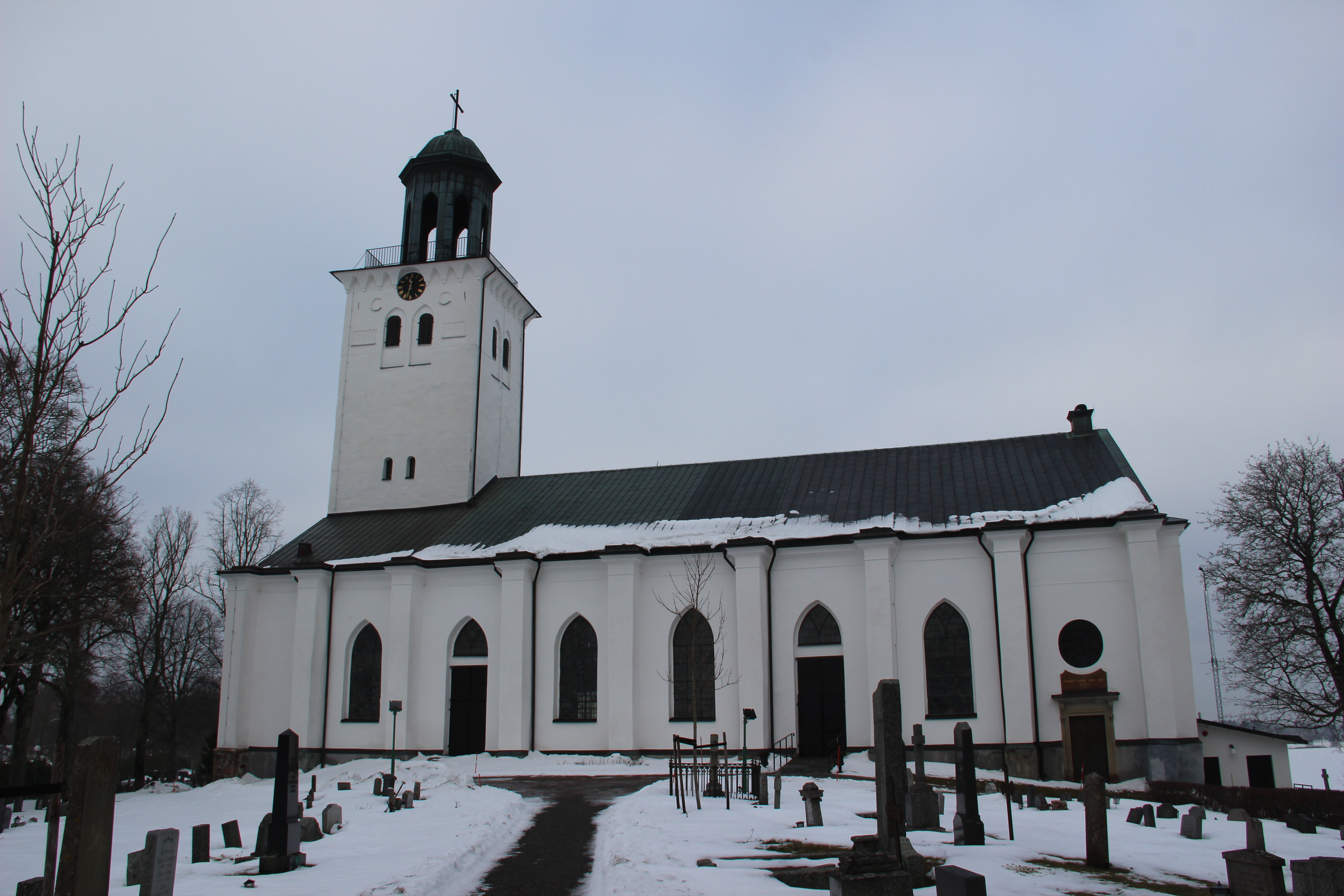
Fellingsbro kyrka
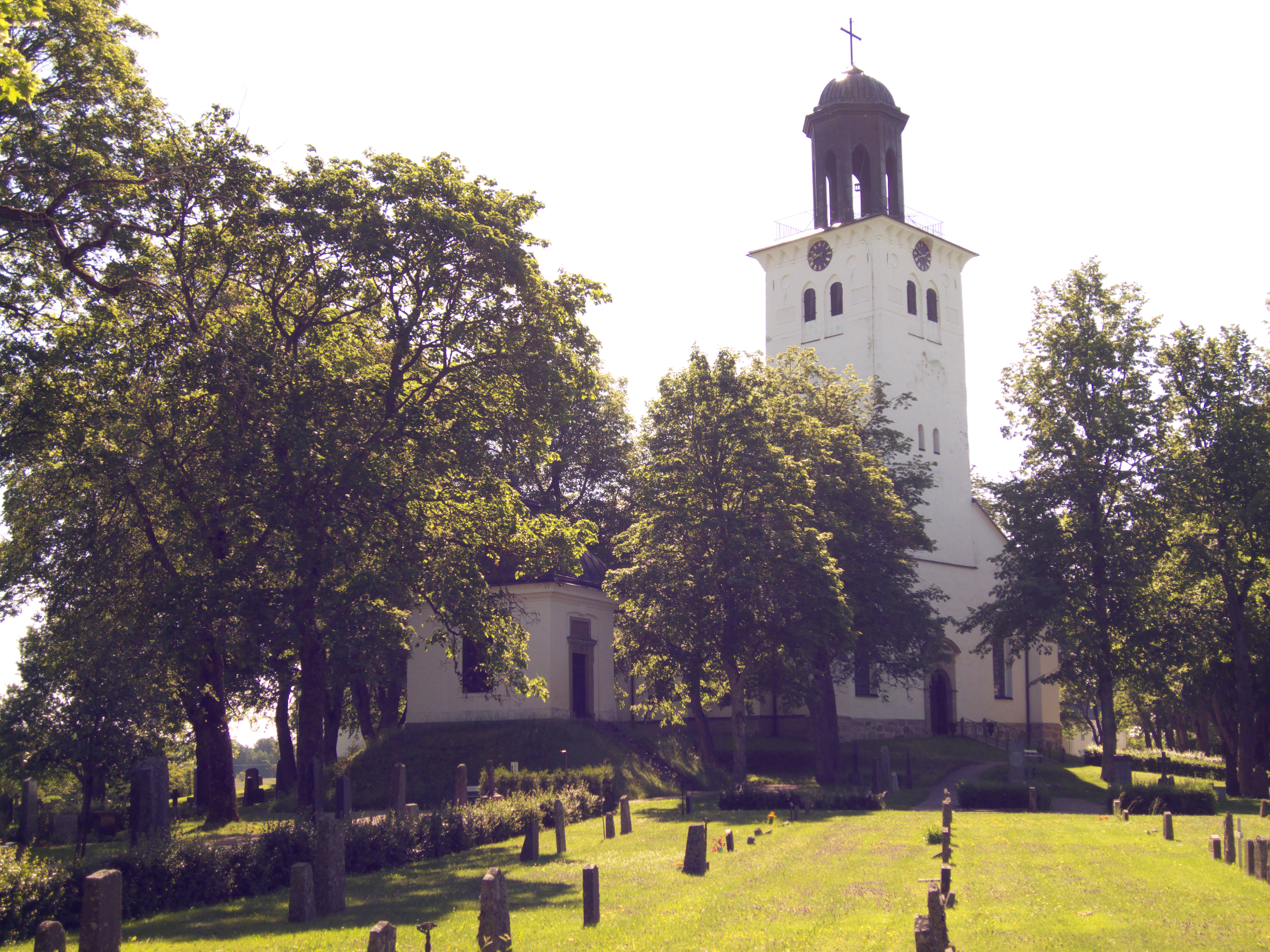
Fellingsbro kyrka
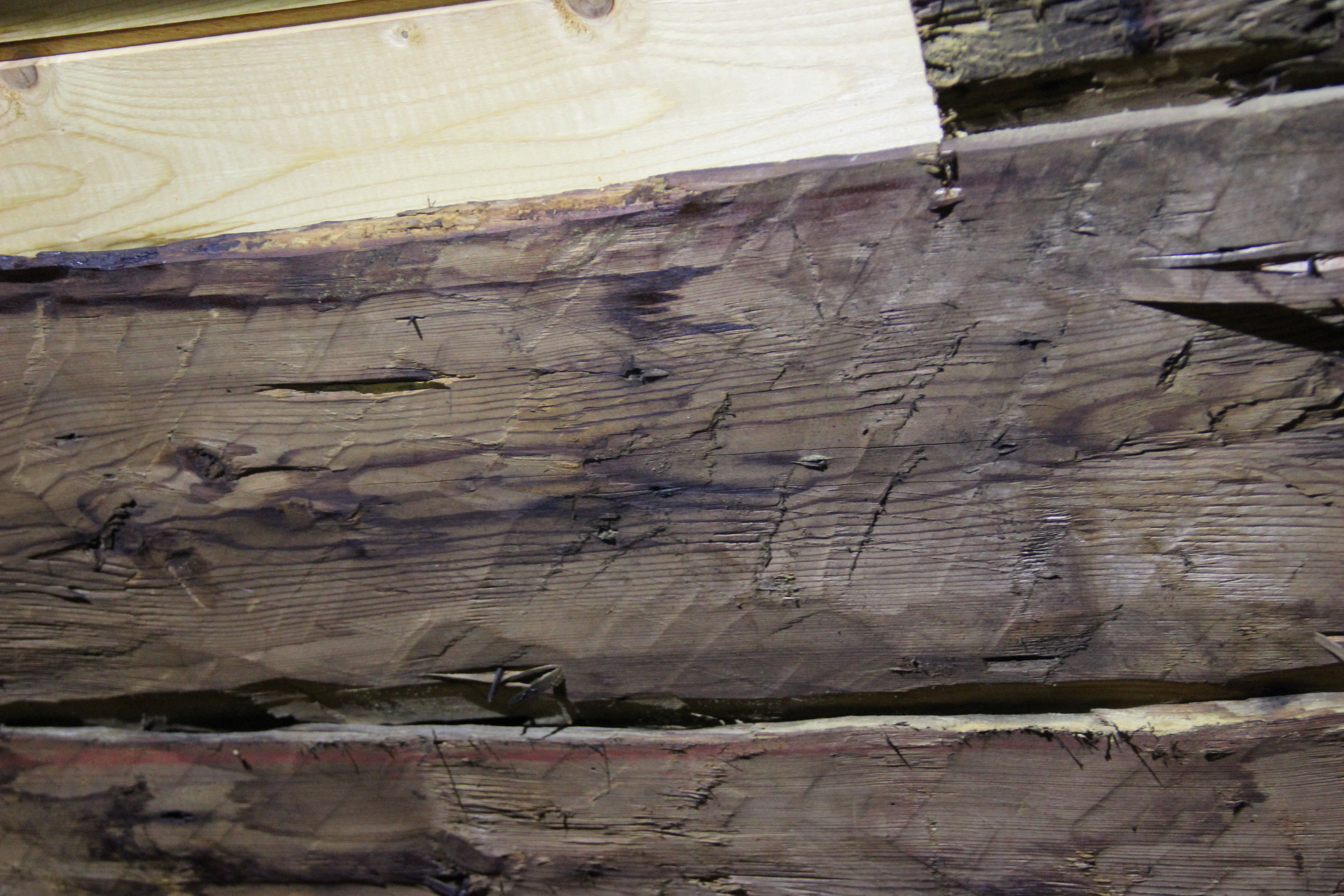
Återanvänd huggen trobräda i södra takfallet

## Orgel
- Ett gammalt orgelverk såldes 1735 till Glanshammars kyrka.
- 1736 byggde Cahman en ny orgel för 10000 daler. Den reparerades av Olof Hedlund för 1800 daler. Orgeln hade 4 bälgar. Den var 1773 den största orgeln i en landskyrka i Västerås stift.[3]

| Manual         | Öververk      | Pedal              |
| Qvintadena 16' | Qvintadena 8' | Untersats 16'      |
| Principal 8'   | Gedackt 8'    | Principal 8'       |
| Gedackt 8'     | Principal 4'  | Kvinta 6'          |
| Qvinta 6'      | Flöjt 4'      | Oktava 4'          |
| Oktava 4'      | Qvint 3'      | Rauskvint Mixtur 5 |
| Rörflöjt 4'    | Oktava 2'     | Trumpet 8'         |
| Rauskvint 2'   | Scharf 3      | Trumpet 4'         |
| Gemshorn 2'    | Vox humana    | Basun 16'          |
| Mixtur 4       | Tremulant     |                    |
| Trumpet 8'     |               |                    |

- 1895 bygger E. A. Setterquist & Son, Örebro, en orgel. Vid tidpunkten för orgelns rivning hade den följande stämmor efter att ha omdisponerats både 1921 och 1944:[4]

| Huvudverk I         | Svällverk II  | Pedal         | Koppel                          |
| ------------------- | ------------- | ------------- | ------------------------------- |
| Borduna 16'         | Rörflöjt 8'   | Wiolone 16'   | I/P                             |
| Principal 8'        | Salicional 8' | Subbas 16'    | II/P                            |
| Bourdon 8'          | Gemshorn 4'   | Violoncell 8' | II/I                            |
| Flûte Harmonique 8' | Fugara 4'     | Boourdon 8'   | I 4'/I                          |
| Octava 4'           | Nasard 2 2/3' | Octava 4'     | II 16'/I                        |
| Hålflöjt 4'         | Blockflöjt 2' | Bassun 16'    |                                 |
| Octava 2'           |               |               |                                 |
| Cornett 3 chor      |               |               |                                 |
| Mixtur 3 chor       |               |               |                                 |
| Trumpet 8'          |               |               | Tutti, forte, mezzoforte, piano |

- 1969 bygger Frederiksborgs Orgelbyggeri den nuvarande orgeln. En del material från föregående orgel återanvändes.[5]

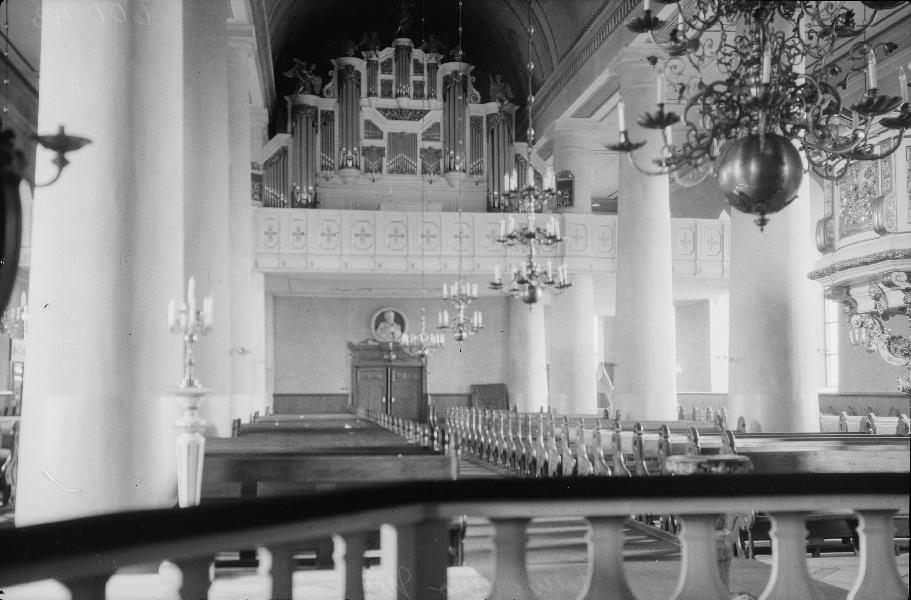
Orgelfasaden av Cahman från 1728.

| Huvudverk I (C-g3)  | Öververk II         | Pedal (C-f1)       | Koppel |
| ------------------- | ------------------- | ------------------ | ------ |
| Borduna 16'         | Rörflöjt 8'         | Violon 16'         | I/P    |
| Principal 8' (1728) | Salicional 8'       | Subbas 16'         | II/P   |
| Borduna 8'          | Principal 4' (1728) | Oktava 8' (1728)   | II/I   |
| Fl. Harmonique 8'   | Fugara 4'           | Borduna 8'         |        |
| Oktava 4'           | Koppelflöjt 4'      | Oktavbas 4'        |        |
| Spetsflöjt 4'       | Oktava 2'           | Nachthorn 2'       |        |
| Quinta 2 2/3'       | Waldflöjt 2'        | Rauschquint 3 chor |        |
| Oktava 2'           | Nasat 1 1/3'        | Basun 16'          |        |
| Cornett 3 chor      | Sesquialtera 2 chor | Trumpet 4'         |        |
| Mixtur 5 chor       | Scharf 3-4 chor     |                    |        |
| Trumpet 8'          | Fagott 16'          |                    |        |
|                     | Oboe 8'             |                    |        |
|                     | Trumpet 8'          |                    |        |
|                     | Tremulant           |                    |        |
|                     | Crescendosvällare   |                    |        |

### Diskografi
- Orgel i Norden / Arnér, Gotthard, orgel. LP. Proprius PROP 7755. 1976.
- Orgel på folkton / Arnér, Gotthard, orgel. LP. Proprius PROP 7754. 1976.